# Epicharmos z Kosu
Epicharmos z Kosu, řecky Ἐπίχαρμος ὁ Κῷος (524 př. n. l. – 448 př. n. l. Syrakusy) byl řecky píšící dramatik narozený možná na území dnešní Itálie, často označovaný za objevitele a prvního tvůrce komediální divadelní formy (např. Aristotelem v jeho Poetice). Byl též filozofem.

## Život
Místo narození je nejisté, starověká encyklopedie Suda uvádí, že se narodil v Syrakusách, nebo ve městě Krastos, přičemž obě města jsou sicilská (E 2766). Díogenés Laertios tvrdí, že se narodil ve městě Astypalaia, které leží na ostrově Kos, jednom z dodekanských ostrovů, tedy v Řecku. Spojení se Sicílii vzniklo dle Díogena tím, že tam (do města Megara) odešel Epicharmův otec, jenž byl lékařem, když byl Epicharmos ještě malý chlapec. Otec si prý přál, aby se syn také věnoval lékařství, ale on se nadchl pro pythagorejskou filozofii, uvádí též Díogenés.
Dnešní historici tyto informace považují za nejisté a prvním jistějším bodem v Epicharmově životopise tak je, že roku 484 př. n. l. žil v Syrakúsách a byl zde básníkem ve službách tyranů Gelóna jeho bratra Hieróna I. Věnoval se široké škále témat, od filozofie, přes lékařství až po lingvistiku. Díogenés tvrdí, že sám Platón Epicharmovi ukradl řadu myšlenek, avšak nějaké Epicharmovo filozofické dílo se nedochovalo. Časem více proslul jako autor veselých dramatických kusů, jejichž autorství je ale někdy nejisté – je mu připisováno 35 až 52 komedií. Z řady zbyly jen fragmenty, mnoho se nedochovalo vůbec. V podobné době se ke komediálnímu dramatu propracovával Formis, který však není tak známý. Epicharmos i Formis šli oba stejnou cestou – humor těžili z toho, že velkým mytickým hrdinům brali jejich vznešenost a propůjčovali jim slabosti běžných lidí. Tak například Epicharmova hra Hebes Gamos zobrazuje Herakla jako nenažrance. Hra Odysseùs Autómolos zase paroduje hrdinství Odysseovo. Satiricky naopak vyznívá hra Agrōstīnos, která si dělá legraci ze zemědělců a venkova.